# Akialoa lanaiensis
Akialoa-de-lanai ou aquialoa-da-grande-maui (Akialoa lanaiensis) é uma espécie de ave da família Fringillidae. Foi endémica da ilha de Lanai, Hawai. Foi extinta devido à perda de habitat.